# Spangolith
Spangolith ist ein selten vorkommendes Mineral aus der Mineralklasse der Sulfate (und Verwandte). Es kristallisiert im trigonalen Kristallsystem mit der chemischen Zusammensetzung Cu6Al[Cl|(OH)12|SO4]·3H2O und ist damit chemisch gesehen ein wasserhaltiges Kupfer-Aluminium-Sulfat mit zusätzlichen Chlor- und Hydroxidionen.
Spangolith entwickelt blau- bis smaragdgrüne, hemimorph pyramidale oder tafelige bis isometrische Kristalle. Daneben sind auch massige Aggregate bekannt.

## Etymologie und Geschichte
Der Name des Minerals setzt sich zusammen aus dem Nachnamen des US-amerikanischen Mineraliensammlers Norman Spang (1841–1922) und aus dem griechischen λίθος lithos, „Stein“. Der Mineraloge Samuel Lewis Penfield beschrieb das neuentdeckte Mineral 1890 und ehrte Spang auf diese Weise, nachdem dieser seine riesige Privatsammlung an Mineralienfundstücken mit geschätzten 5.000 bis 6.000 Einzelstücken für eine nur geringe Summe von 10.000 $ dem American Museum of Natural History in New York verkauft hatte.
Der Erstfundort (Typlokalität) des Minerals konnte nie exakt geklärt werden. Norman Spang erwarb das Mineral von einem Mann, der in der Nähe von Tombstone (Cochise County) im Süden des US-Bundesstaates Arizona in den Vereinigten Staaten wohnte und seine Mineralproben in einem Umkreis von etwa 200 Meilen um den Ort sammelte.

## Klassifikation
Bereits in der veralteten, aber teilweise noch gebräuchlichen 8. Auflage der Mineralsystematik nach Strunz gehörte der Spangolith zur Mineralklasse der „Sulfate, Chromate, Molybdate und Wolframate“ (einschließlich einiger Selenate und Tellurate) und dort zur Abteilung der „Wasserhaltigen Sulfate mit fremden Anionen“, wo er zusammen mit Bechererit, Camérolait, Carbonatcyanotrichit, Carrboydit, Chalkoalumit, Cyanotrichit, Glaukokerinit, Hydrombobomkulit, Hydrowoodwardit, Kyrgyzstanit, Mbobomkulit, Nickelalumit, Woodwardit, Zincowoodwardit und Zinkaluminit die „Cyanotrichit-Gruppe“ mit der System-Nr. VI/D.08 bildete.
Die seit 2001 gültige und von der International Mineralogical Association (IMA) verwendete 9. Auflage der Strunz’schen Mineralsystematik ordnet den Spangolith ebenfalls in die Abteilung der „Sulfate (Selenate usw.) mit zusätzlichen Anionen, mit H2O“ ein. Diese ist allerdings weiter unterteilt nach der relativen Größe der beteiligten Kationen und der Kristallstruktur, so dass das Mineral entsprechend seiner Zusammensetzung und seinem Aufbau in der Unterabteilung „Mit ausschließlich mittelgroßen Kationen; Lagen von kantenverknüpften Oktaedern“ zu finden ist, wo es als einziges Mitglied die unbenannte Gruppe 7.DD.15 bildet.
Die vorwiegend im englischen Sprachraum gebräuchliche Systematik der Minerale nach Dana ordnet den Spangolith in die Klasse der „Sulfate, Chromate und Molybdate (einschließlich Selenate, Tellurate, Selenite, Tellurite und Sulfite)“ und dort in die Abteilung der „Wasserhaltigen Sulfate mit Hydroxyl oder Halogen“ ein. Hier ist er als einziges Mitglied in der unbenannten Gruppe 31.01.05 innerhalb der Unterabteilung „asserhaltige Sulfate mit Hydroxyl oder Halogen und (A+B2+)m(XO4)pZq × x(H2O), mit m:p>6:1“ zu finden.

## Kristallstruktur
Spangolith kristallisiert trigonal in der nicht-zentrosymmetrischen Raumgruppe P31c (Raumgruppen-Nr. 159) mit den Gitterparametern a = 8,25 Å und c = 14,35 Å sowie zwei Formeleinheiten pro Elementarzelle.

## Eigenschaften
Spangolith ist pyroelektrisch, reagiert also während einer Temperaturänderung mit Ladungstrennung. Der Kristall lädt sich bei Temperaturerhöhung in Richtung der kristallographischen c-Achse, also entlang der polaren dreizähligen Drehachse („3“), am einen Ende positiv und am anderen negativ auf. Bei Temperaturerniedrigung lädt er sich ebenfalls auf, jedoch sind dann das positive und das negative Ende vertauscht. Dieser Effekt kann bei Spangolith aufgrund der nicht-zentrosymmetrischen Kristallklasse 3m auftreten.

## Bildung und Fundorte
Spangolith bildet sich als Sekundärmineral hydrothermal in der Oxidationszone von Kupfer-Lagerstätten. Begleitende Minerale (Paragenesen) von Spangolith sind daher typischerweise auch kupferhaltig wie unter anderem Aurichalcit, Azurit, Brochantit, Caledonit, Chalkophyllit, Chrysokoll, Connellit, Cuprit, Cyanotrichit, Klinoklas, Linarit, Malachit, Olivenit, Tirolit und Parnauit.
Als seltene Mineralbildung konnte Spangolith nur an wenigen Fundorten nachgewiesen werden, wobei bisher (Stand 2015) rund 100 Fundorte als bekannt gelten.
In Deutschland wurde Spangolith unter anderem bei Freiamt (Schwarzwald) in Baden-Württemberg, auf einer Schlackenhalde bei Richelsdorf in Hessen, in der Grube Glücksrad bei Oberschulenberg und den Schlackenfeldern bei Goslar in Niedersachsen, an mehreren Stellen bei Meschede, Müsen und Wilnsdorf in Nordrhein-Westfalen, bei Niederfischbach in Rheinland-Pfalz, bei Sadisdorf in Sachsen sowie an der Nordküste von Helgoland in Schleswig-Holstein gefunden.
In Österreich fand man das Mineral bisher nur auf Schlackenhalden bei Waitschach in Kärnten und am Severinggraben bei Johnsbach in der Steiermark sowie an der Nordseite des Hohen Sonnblicks in Salzburg und an wenigen Stellen im Gebiet um Brixlegg und Rattenberg in Tirol.
Weitere Fundorte liegen unter anderem in Australien, Chile, der Demokratischen Republik Kongo (Zaire), Griechenland Frankreich, Italien, Japan, Kanada, Kasachstan, Mexiko, Portugal, Spanien, im Vereinigten Königreich, und den Vereinigten Staaten.